# Ланевіль-а-Ремі
Ланеві́ль-а-Ремі́ (фр. Laneuville-à-Rémy) — муніципалітет у Франції, у регіоні Гранд-Ест, департамент Верхня Марна. Населення — 65 осіб (01.01.2021).
Муніципалітет розташований на відстані близько 190 км на схід від Парижа, 70 км на південний схід від Шалон-ан-Шампань, 45 км на північний захід від Шомона.

## Історія
До 2015 року муніципалітет перебував у складі регіону Шампань-Арденни. Від 1 січня 2016 року належить до нового об'єднаного регіону Гранд-Ест.

## Економіка
2010 року серед 42 осіб працездатного віку (15—64 років) 33 були активними, 9 — неактивними (показник активності 78,6%). З 33 активних мешканців працювали 32 особи (19 чоловіків та 13 жінок), безробітними було 1 (0 чоловіків та 1 жінка). Серед 9 неактивних 2 особи були учнями чи студентами, 4 — пенсіонерами, 3 були неактивними з інших причин.